# Courtney B. Vance
Courtney Bernard Vance (Detroit, Míchigan; 12 de marzo de 1960) es un actor estadounidense que ha ganado un premio Tony.
Formó parte del elenco en la serie de televisión de la NBC Law & Order: Criminal Intent, como el ayudante de la fiscalía Ron Carver. Hasta 2010 integró el reparto de FlashForward, donde interpretó al director de la sucursal del FBI en Los Ángeles y jefe de los protagonistas. Tuvo un papel en el reboot de la franquicia Terminator, Terminator Genisys (2015), como Miles Dyson, personaje interpretado por Joe Morton en Terminator 2: Judgment Day (1991). Vance ganó un premio Primetime Emmy por su trabajo en The People v. O. J. Simpson: American Crime Story, en la que encarnó al abogado Johnnie Cochran. 
Estudió en la Universidad de Harvard, de la cual se graduó en 1982, y asistió a la Escuela de arte dramático de Yale. Está casado desde 1997 con la actriz Angela Bassett, con quien tiene un hijo y una hija mellizos, Bronwyn y Slater.

## Filmografía

### Cine
| Año  | Título original                   | Papel            |
| ---- | --------------------------------- | ---------------- |
| 1987 | Hamburger Hill                    | Doc Johnson      |
| 1990 | The Hunt for Red October          | Seaman Jones     |
| 1993 | The Adventures of Huck Finn       | Jim              |
| 1994 | Holy Matrimony                    | Cooper           |
| 1995 | Mentes peligrosas                 | George Grandey   |
| 1995 | Panther                           | Bobby Seale      |
| 1995 | The Last Supper                   | Luke             |
| 1996 | The Boys Next Door                | Lucian           |
| 1996 | The Preacher's Wife               | Henry Biggs      |
| 1998 | Naked City: Justice with a Bullet | Jimmy Halloran   |
| 1998 | Blind Faith                       | John Williams    |
| 1999 | Ambush                            | Jerry Robinson   |
| 1999 | Cookie's Fortune                  | Otis Tucker      |
| 1999 | Love and Action in Chicago        | Eddie Jones      |
| 2000 | Space Cowboys                     | Roger Hines      |
| 2002 | D-Tox                             | Jones            |
| 2008 | Nothing but the Truth             | agente O'Hara    |
| 2010 | Hurricane Season                  | Sr. Randolph     |
| 2010 | Extraordinary Measures            | Marcus Temple    |
| 2011 | Final Destination 5               | agente Block     |
| 2011 | The Divide                        | Devlin           |
| 2012 | Joyful Noise                      | pastor Dale      |
| 2015 | Terminator Genisys                | Miles Dyson      |
| 2016 | Office Christmas Party            | Walter           |
| 2017 | The Mummy                         | Coronel Greenway |
| 2018 | Isle of Dogs                      | Narrador         |
| 2018 | Ben Is Back                       | Neal Burns       |
| 2020 | The Photograph                    | Louis Morton     |
| 2020 | Project Power                     | Capitán Crane    |
| 2025 | Lilo & Stitch (película de 2025)  | Cobra Bubbles    |

### Televisión
| Año     | Título original                                        | Papel                          | Notas        |
| ------- | ------------------------------------------------------ | ------------------------------ | ------------ |
| 1992    | In the Line of Duty: Street War                        | Justis Butler                  | telefilme    |
| 1992    | Beyond the Law                                         | Conroy Price                   | telefilme    |
| 1993    | Percy & Thunder                                        | Wayne "Thunder" Carte          | telefilme    |
| 1994    | Race to Freedom: The Story of the Underground Railroad | Thomas                         | telefilme    |
| 1995    | The Affair                                             | Travis Holloway                | telefilme    |
| 1995    | The Tuskegee Airmen                                    | Tte. Glenn                     | telefilme    |
| 1995    | The Piano Lesson                                       | Lymon                          | telefilme    |
| 1995    | Law & Order                                            | Benjamin 'Bud' Greer           | 1 episodio   |
| 1995    | Picket Fences                                          | Warren Grier                   | 2 episodios  |
| 1997    | 12 Angry Men                                           | Uno                            | telefilme    |
| 1998    | Any Day Now                                            | Jackson                        | 1 episodio   |
| 1998    | Naked City: A Killer Christmas                         | Jimmy Halloran                 | telefilme    |
| 2000    | Boston Public                                          | Sr. Harrelson                  | 2 episodios  |
| 2001-04 | American Experience                                    | Narrador                       | 3 episodios  |
| 2001-06 | Law & Order: Criminal Intent                           | A. D. A. Ron Carver            | protagonista |
| 2002    | Whitewash: The Clarence Brandley Story                 | Clarence Brandley              | telefilme    |
| 2008-09 | ER                                                     | Russell Banfield               | 7 episodios  |
| 2009-10 | FlashForward                                           | Stanford Wedeck                | protagonista |
| 2009    | The Spectacular Spider-Man                             | Roderick Kingsley (voz)        | 1 episodio   |
| 2010-11 | The Closer                                             | Chief Tommy Delk               | 2 episodios  |
| 2012    | Let It Shine                                           | pastor Jacob DeBarge           | telefilme    |
| 2012    | Revenge                                                | Benjamin Brooks                | telefilme    |
| 2013    | Graceland                                              | Sam Campbell                   | 1 episodio   |
| 2014-15 | State of Affairs                                       | Marshall Payton                | 7 episodios  |
| 2015    | Scandal                                                | Clarence Parker                | 1 episodio   |
| 2016    | The People v. O. J. Simpson: American Crime Story      | Johnnie Cochran                | protagonista |
| 2017    | American Experience                                    | Narrador                       | 3 episodios  |
| 2017    | The Immortal Life of Henrietta Lacks                   | Sir Lord Keenan Kester Cofield | telefilme    |
| 2018    | Law & Order: Criminal Intent                           | A. D. A. Ron Carver            | 4 episodios  |

## Premios

### Premios Globo de Oro
| Año  | Categoría                            | Trabajo                                           | Resultado |
| ---- | ------------------------------------ | ------------------------------------------------- | --------- |
| 2017 | Mejor actor de miniserie o telefilme | The People v. O. J. Simpson: American Crime Story | Nominado  |

### Premios Primetime Emmy
| Año  | Categoría                           | Trabajo                                           | Resultado |
| ---- | ----------------------------------- | ------------------------------------------------- | --------- |
| 2016 | Mejor actor - Miniserie o telefilme | The People v. O. J. Simpson: American Crime Story | Ganador   |

### Premios del Sindicato de Actores
| Año  | Categoría                                         | Trabajo                                           | Resultado |
| ---- | ------------------------------------------------- | ------------------------------------------------- | --------- |
| 2017 | Mejor actor de televisión - Miniserie o telefilme | The People v. O. J. Simpson: American Crime Story | Nominado  |

### Premios Tony
| Año  | Categoría                                    | Trabajo                   | Resultado |
| ---- | -------------------------------------------- | ------------------------- | --------- |
| 1987 | Mejor actor de reparto en una obra de teatro | Fences                    | Nominado  |
| 1991 | Mejor actor principal en una obra de teatro  | Six Degrees of Separation | Nominado  |
| 2013 | Mejor actor de reparto en una obra de teatro | Lucky Guy                 | Ganador   |

### Premios Grammy
| Año  | Categoría           | Trabajo          | Resultado |
| ---- | ------------------- | ---------------- | --------- |
| 2019 | Mejor álbum hablado | Accessory to War | Nominado  |